# Tsaratananamassivet
Tsaratananamassivet är en bergskedja i Madagaskar. Den ligger i den norra delen av landet, 600 km norr om huvudstaden Antananarivo.